# آني لاست
آني لاست (بالإنجليزية: Annie Last) مواليد 7 سبتمبر 1990 في ديربيشاير، هو دراج إنجليزي. شارك في دورة الألعاب الأولمبية الصيفية.